# タンブ
『タンブ』（原題：Tambu）は、1995年10月に発売されたTOTOの9作目のオリジナル・アルバム。

## 概要
『タンブ』は世界で60万枚の売上を記録したこのアルバムは、1992年にジェフ・ポーカロが死亡してから初めてのスタジオ・アルバムとなる。シングルとなった「アイ・ウィル・リメンバー」(I Will Remember) は、アメリカではチャートに入ることができなかったが、イギリスでは「ホールド・ユー・バック」(I Won't Hold You Back) 以来12年ぶりにチャートに入るヒットとなった。
このアルバムは1997年のグラミー賞のベスト・エンジニア・アルバム（ノンクラシカル部門）にノミネートされた。

## 評価
| 専門評論家によるレビュー | 専門評論家によるレビュー |
| レビュー・スコア         | レビュー・スコア         |
| 出典                     | 評価                     |
| ------------------------ | ------------------------ |
| オールミュージック       | [ 4 ]                    |

オールミュージックのレビューによると、苦痛と哲学的で漠然とした詞とブルージーな音楽スタイルへ、この作品でTOTOが大きく方向転換した。リードボーカルを務めたスティーヴ・ルカサーのパフォーマンスは、今までなぜその役割をあたえられなかったのかが不思議なほどの出来であるとして、「このアルバムは成功したとはいえないが、TOTOが新しい音楽性へ向かうことをタンブは表している」と結論づけた。
アメリカの音楽雑誌『The Absolute Sound』では、このアルバムについて「すばらしい」、「完璧に近い」と評し、バンドの前の作品よりもよいとしている。

## 収録曲
1. ギフト・オブ・フェイス - "Gift of Faith" - (Lukather/Lynch/Paich) - 7:23
2. アイ・ウィル・リメンバー - "I Will Remember" - (Lukather/Lynch) - 6:06
3. スリップト・アウェイ - "Slipped Away" - (Lukather/Lynch/Paich/Phillips/Porcaro) - 5:16
4. イフ・ユー・ビロング・トゥ・ミー - "If You Belong to Me" - (Lukather/Lynch/Paich) - 5:03
5. ベイビー・ヒーズ・ユア・マン - "Baby He's Your Man" - (Garrett/Lukather/Paich) - 5:40
6. ジ・アザー・エンド・オブ・タイム - "The Other End of Time" - (Goodrum/Lukather) - 5:04
7. ターニング・ポイント - "The Turning Point" - (Lukather/Lynch/Paich/Phillips/Porcaro) - 5:25
8. タイム・イズ・ザ・エネミー - "Time Is the Enemy" - (Lukather/Paich/Waybill/Waybill) - 5:40
9. ジャスト・キャント・ゲット・トゥ・ユー - "Just Can't Get to You" (Ballard/Lukather/Paich) - 5:03
10. ドラッグ・ヒム・トゥ・ザ・ルーフ - "Drag Him to the Roof" - (Lukather/Lynch/Paich) - 6:10
11. デイヴズ・ゴーン・スキイング - "Dave's Gone Skiing" - (Lukather/Phillips/Porcaro) - 4:59
12. ロード・ゴーズ・オン - "The Road Goes On" - (Ballard/Lukather/Paich) - 4:26
13. ブラックアイ（日本盤ボーナス・トラック） - "Blackeye" - (Lukather/Paich/Jenny Douglas-McRae) - 3:53

## シングルカット
- アイ・ウィル・リメンバー
- ターニング・ポイント
- ジ・アザー・エンド・オブ・タイム
- イフ・ユー・ビロング・トゥ・ミー

## 参加ミュージシャン

### TOTO
- スティーヴ・ルカサー - ギター、ボーカル、ベース「ベイビー・ヒーズ・ユア・マン」、マンドリン「ロード・ゴーズ・オン」、シンセサイザー & ピアノ「アイ・ウィル・リメンバー」「ジ・アザー・エンド・オブ・タイム」「ジャスト・キャント・ゲット・トゥ・ユー」
- デヴィッド・ペイチ - シンセサイザー「アイ・ウィル・リメンバー」など、ピアノ「ジ・アザー・エンド・オブ・タイム」「ジャスト・キャント・ゲット・トゥ・ユー」、ハモンド・オルガン「ターニング・ポイント」「ジャスト・キャント・ゲット・トゥ・ユー」、ストリング・アレンジ、ボーカル「ターニング・ポイント」「ドラッグ・ヒム・トゥ・ザ・ルーフ」
- マイク・ポーカロ - ベース、キーボード「ターニング・ポイント」
- サイモン・フィリップス - ドラムス、キーボード「ターニング・ポイント」、ドラム・ループ「ベイビー・ヒーズ・ユア・マン」

### ゲストミュージシャン
- レニー・カストロ - パーカッション「ギフト・オブ・フェイス」「アイ・ウィル・リメンバー」「ジ・アザー・エンド・オブ・タイム」
- マイケル・フィッシャー - パーカッション「イフ・ユー・ビロング・トゥ・ミー」
- パウリーニョ・ダ・コスタ - パーカッション「ベイビー・ヒーズ・ユア・マン」「ターニング・ポイント」「タイム・イズ・ザ・エネミー」
- ジェニー・ダグラス＝マクレー - ボーカル「ターニング・ポイント」「ベイビー・ヒーズ・ユア・マン」
- ジョン・ジェームス - ボーカル「ドラッグ・ヒム・トゥ・ザ・ルーフ」
- フィリップ・イングラム - バック・ボーカル
- リッキー・ネルソン - バック・ボーカル「ベイビー・ヒーズ・ユア・マン」「ターニング・ポイント」
- スティーヴ・ポーカロ - ドラム・ループ「ベイビー・ヒーズ・ユア・マン」

### エンジニア
- エリオット・シャイナー
- アル・シュミット
- ビル・スミス